# Reginald de Vichiers
 Renaud de Vichiers  (o  de Vichy ) és el dinovè Gran Mestre de l'Orde del Temple.
Originari de la regió de Xampanya, va ostentar successivament els càrrecs de preceptor de França i Gran Mariscal de l'Orde, sent elevat a la dignitat de gran mestre per succeir Guillem de Sonnac, que havia mort a Egipte a la batalla d'Al Mansurah.
Va contribuir amb els seus consells a que sant Lluís, es refés del captiveri a què estigué sotmès després de la batalla de Fariskur, el qual decidí romandre a Acre reorganitzant les possessions dels francs a Terra Santa.
Renaud de Vichiers va morir el 20 de gener de 1256.